# Over the Hills and Far Away (album)
Over the Hills and Far Away je prvi EP finske simfonične metal skupine Nightwish, izdan 25. junija 2001 pri založbi Spinefarm Records na Finskem.

## Seznam pesmi
1. "Over the Hills and Far Away" (Gary Moore cover) - 5:03
2. "10th Man Down" - 5:20
3. "Away" - 4:32
4. "Astral Romance" (remake 2001) - 5:18